# Slice and dice
Slice and dice is een begrip uit de informatietechnologie en verwijst naar het op een bepaalde manier weergeven van gegevens. De manier van rangschikking wordt vaak gebruikt in een meerdimensionale database. Het is een combinatie van data-slicing en data-dicing.   
Bij data-slicing neemt men als het ware een bepaalde dwarsdoorsnede, een slice, van de gegevens en presenteert die aan de gebruiker.
Data-dicing is hetzelfde als ranging. Bij ranging neemt men een deelverzameling, een range, uit een database.